# カトリック神田教会
カトリック神田教会（カトリックかんだきょうかい）は、東京都千代田区にあるカトリックの教会。カトリック東京大司教区に所属する小教区の教会で、教会堂名は「聖フランシスコ・ザビエル」である。
カトリック築地教会と同じく、東京においてキリシタン禁教の解禁後に比較的早い段階から日本人のために開かれていた教会で、現在の聖堂は、「カトリック神田教会聖堂」の名称で国の登録有形文化財に登録されている。
なお、日本正教会にもかつて「神田教会」の名を持つ教会があったが、1974年（昭和49年）に東京復活大聖堂教会（ニコライ堂）に組織的に統合されたため、現在では存在しない。

## 保護の聖人
- 聖フランシスコ・ザビエル

## 沿革
1872年（明治5年）4月3日、マレー半島沖のペナン神学校より、明治初頭のキリシタン迫害から逃れペナンに渡りラテン語を勉強していた日本人神学生8名が、パリ外国宣教会の神学校教授であった司祭のフランソワ・ペール・ヴィグルーに引率され横浜に帰国した。神学生のため、横浜に神学校が設立されると、東京方面からも入学を希望する者が多くなった。そこで同年4月、フランス公使ベルトミーの周旋により、現在の千代田区三番町にあった旧旗本亀井勇之助の家屋敷を借り受け、神学校を新設した。当時はキリスト教が禁止されていたため、表向きは英語・フランス語・ドイツ語の他、ラテン語を教える外国語学校とした。
1874年（明治7年）1月、増え続ける入学志願者を収容しきれなくなったため、再びベルトミーに周旋を依頼し、神田区猿楽町6、7、8番地（現在の千代田区西神田1丁目）の土地を購入し移転した。この学校の大広間に聖フランシスコ・ザビエルを保護聖人とする聖堂が設置された。
この大規模な神学校の運営費用は莫大であり、長くは続かなかった。1874年（明治7年）7月に赤痢が流行し、翌8月には台風による被害も受けた長崎県諸地方の救援活動が続いたり、同年12月30日には、横浜司教館の火事で印刷工揚が類焼し多大の損害を被ったりしたため、当時の日本代牧区司教のベルナール・プティジャンのもとにあった資金も底をついてしまった。また1875年（明治8年）10月には長崎に公教神学校の校舎が完成し、多数を占めていた長崎出身の神学生が故郷に帰っていった。さらに1877年（明治10年）7月頃、この学校からペナン大神学校へ10名の神学生が留学したが、まもなく待遇改善を要求する騒動を起こした。この騒動は同年9月頃に収束したが、これを契機にカトリックに反感を抱く神学生も増えていった。1878年（明治11年）10月、閑散とした学校はついに閉鎖され、聖堂は教会として独立し、司祭のアルフレッド・ペティエが主任司祭、ユルバン・フォーリーが助任司祭に就任した。
1880年（明治13年）頃、神田教会には何かの問題が起こったようで、教会活動が一時停止していた時期がある。外国語学校時代の神学生の中には、後に仏僧となり「耶蘇退治」の演説を行った者もいたことから、宣教師と一部信徒の間で何か事件が発生したと考えられている。しかし1882年（明治15年）にはシャルトル聖パウロ修道女会が、神田教会の敷地内に孤児院や小学校（現在の白百合学園中学校・高等学校）を建て活動したり、1883年（明治16年）に伝道士の本宿賢郎が着任すると、教会は再び勢いを取り戻した。
1891年（明治24年）10月28日の濃尾地震により若干被災した神田教会の古い建物は、1894年（明治27年）6月20日の明治東京地震によって著しく歪み、修繕を余儀なくされた。1888年（明治21年）4月より主任司祭のジャック・エドモンド・パピノは、1896年（明治29年）1月、自ら設計した地震や火災に強いゴシック式の新聖堂建設に着手し、同年10月28日完成した。だが、1913年（大正2年）2月20日、神田三崎町の救世軍大学植民館から失火。神田教会、仏英和学校、シャルトル聖パウロ修道女会修道院他、近隣2100戸が罹災してしまう。同年6月22日に仮聖堂が建てられ、1915年（大正4年）3月14日、主任司祭のジャン・マリー・シェレル設計によるレンガ造の新聖堂が落成する。だが、1923年（大正12年）9月1日の関東大震災により再び全壊、焼失する。震災後、道路拡張や区画整理等の問題で再建が遅れたが、1928年（昭和2年）12月9日、現在の聖堂が完成した。この聖堂は戦災も免れ、1953年（昭和28年）から1964年（昭和39年）の間、関口教会の新聖堂（東京カテドラル聖マリア大聖堂）が完成するまで仮司教座聖堂（プロカテドラル）として機能し、2002年（平成14年）2月には、国の登録有形文化財に登録された。

## 略歴
- 1872年（明治5年） - パリ外国宣教会の司祭らが 麹町三番町に外国語学校を設置[2]。
- 1874年（明治7年） - 1月、外国語学校が移転。校内に聖堂を設置する。
- 1896年（明治29年） - 10月28日、パピノ設計による本格的なゴシック式聖堂が完成。
- 1913年（大正2年） - 2月20日、「三崎町の大火」より罹災。同年6月、仮聖堂設置。
- 1915年（大正4年） - 3月14日、シェレル設計によるレンガ造の聖堂（147坪）が落成する。
- 1923年（大正12年） - 9月1日、 関東大震災により聖堂が倒壊して全焼。
- 1928年（昭和3年） - 12月9日、現在の聖堂が完成。
- 1952年（昭和27年） - 1945年（昭和20年）の空襲で焼失した関口教会に代わり、神田教会に東京大司教区の仮司教座が置かれる。
- 1964年（昭和39年） - 東京カテドラル聖マリア大聖堂（関口教会）の再建に伴い、再び司教座が関口教会に移される。
- 2000年（平成12年）- 12月3日、聖フランシスコ・ザビエルの聖遺骨がもたらされる。
- 2002年（平成14年） - 2月14日、国の登録有形文化財に登録される[1]。

## 聖堂の概要
文化庁には、次の通りに登録されている。
水道橋南方に位置し街路の角地に立つ。バシリカ形式の三廊式聖堂で、半円アーチを基調とした開口部、ロンバルド帯風の軒蛇腹、四葉をモチーフとした胴蛇腹が外観を飾り、半円アーチのヴォールト天井と玄関脇に集会所を設ける平面を特徴とする。設計ヒンデル。
設計者は上智大学1号館や栃木県宇都宮市の松が峰教会を設計した、スイス人建築家マックス・ヒンデルと考えられている。宮内初太郎が施工を行い、建築費は30万円。1928年（昭和3年）12月9日（無原罪の聖母の祝日の翌日にあたる主日）に献堂式が行われた。
聖堂は、外観はロマネスク様式、内部はルネサンス様式という二つの建築様式を融合した建築物である。聖堂内部は、円柱を並べ半円ヴォールト天井を架けて深い奥行きを持たせている。震災復興期に設計されたため、耐震性を考慮して鉄筋コンクリート造とされた。のちに2階部分（パイプオルガン設置）が増築され、現在の規模は延床面積701m2となった。

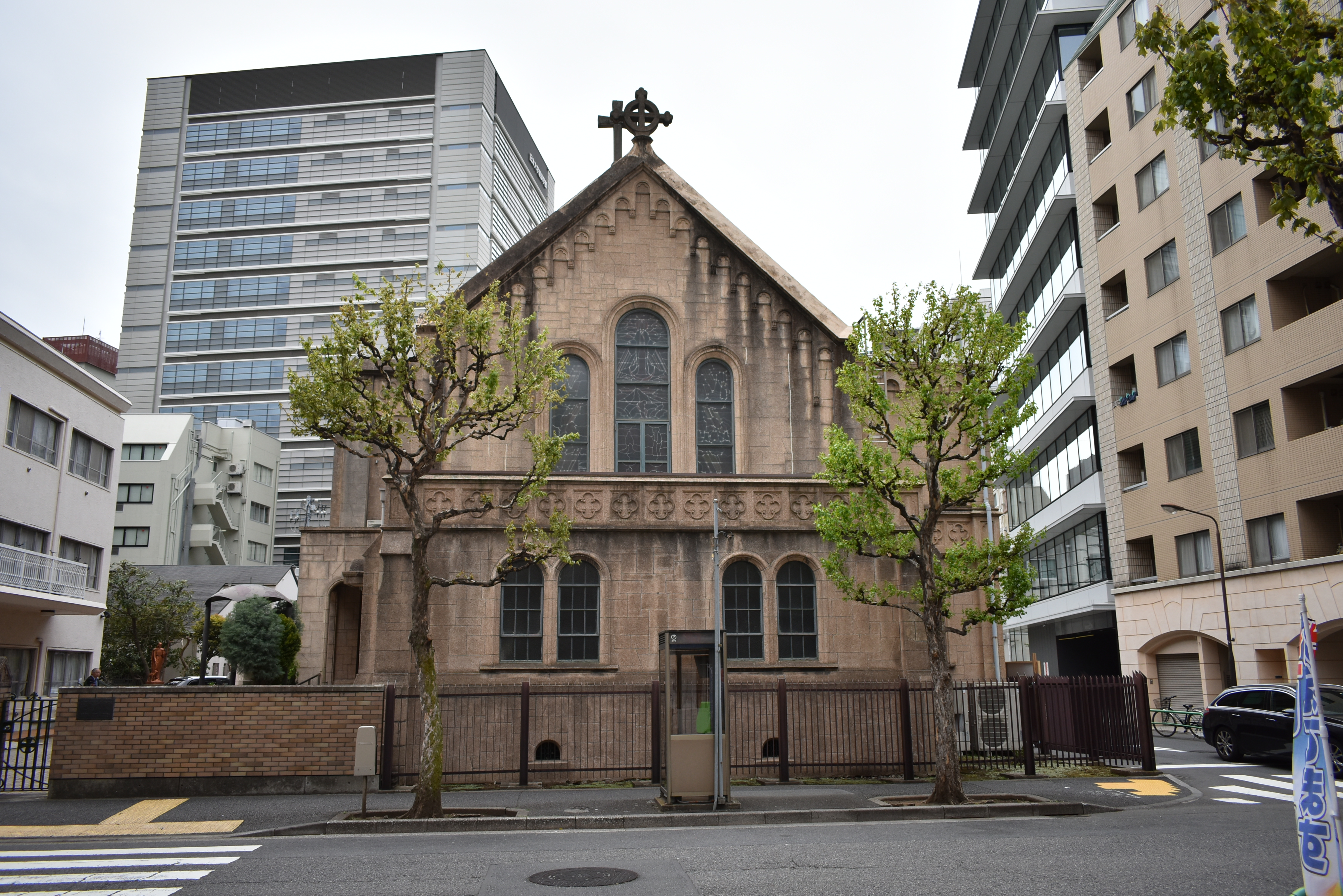
東側外観（2019年4月14日撮影）
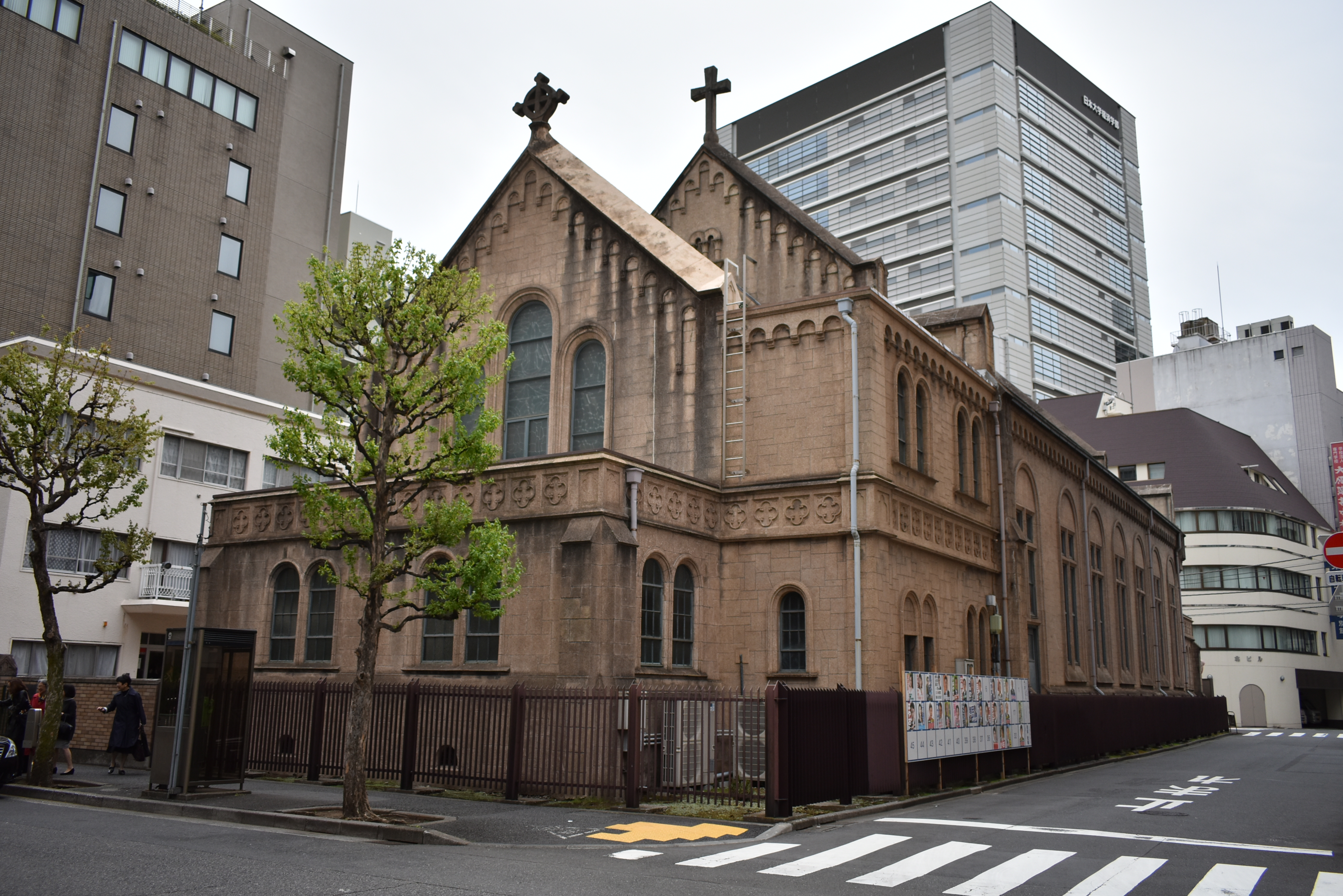
北側外観（2019年4月14日撮影）
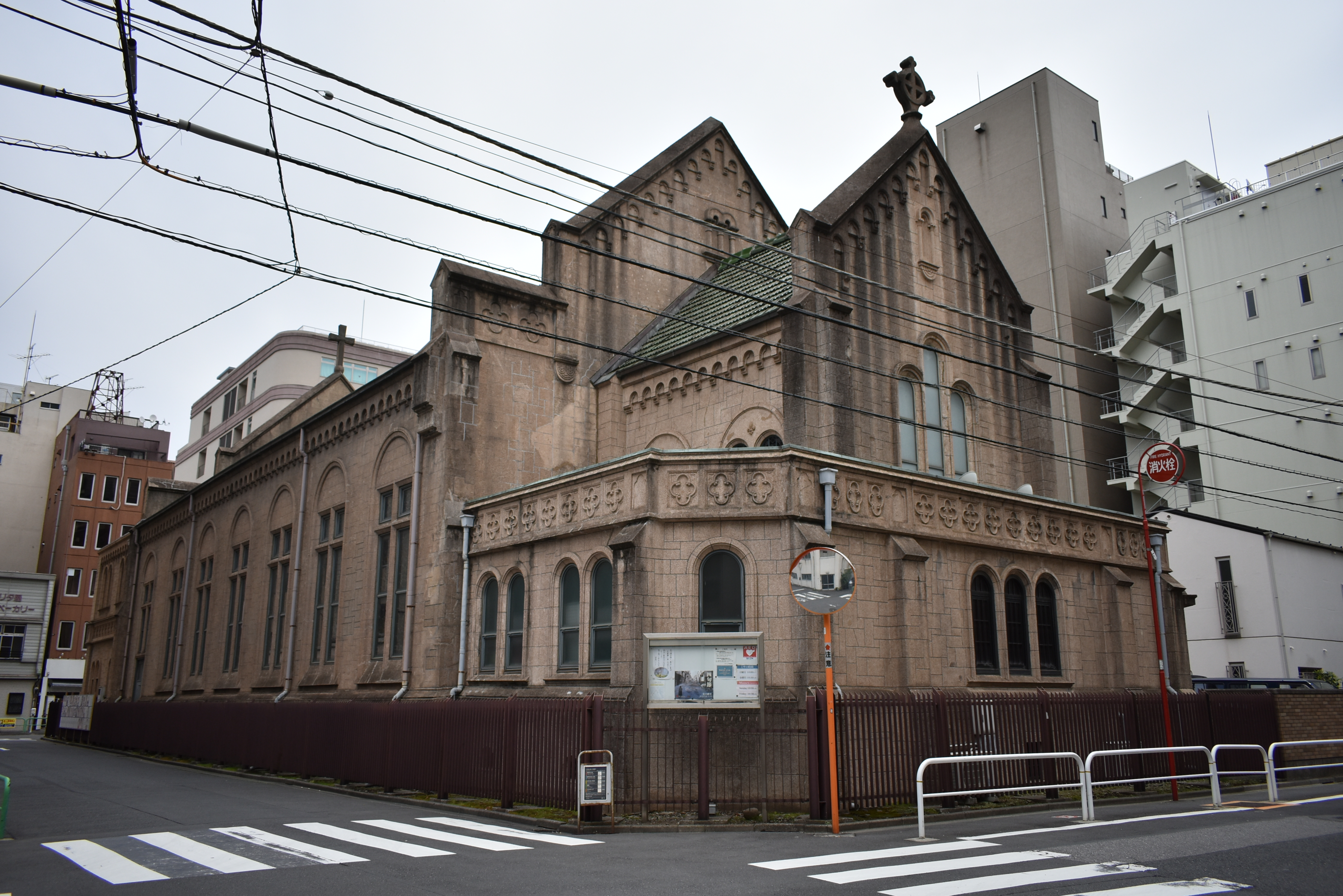
西側外観（2019年4月14日撮影）

## 交通アクセス
- JR中央線「水道橋駅」東口より徒歩7分
- 都営地下鉄三田線「水道橋駅」A1出口より徒歩8分

## 近隣の他教派教会
- 日本ハリストス正教会東京復活大聖堂（ニコライ堂）
- 救世軍日本本営、救世軍神田小隊
- 日本基督教団三崎町教会